# Menschenversuch
Ein Menschenversuch, auch Humanexperiment, ist ein wissenschaftliches Experiment an einem oder mehreren Menschen.
Bei der Zulassung neuer Medikamente spielen Menschenversuche in klinischen Studien eine wichtige Rolle. Dort stehen Tests an freiwilligen Menschen mit an letzter Stelle des Zulassungsprozesses, da Erkenntnisse von Tierversuchen nur begrenzt auf Menschen übertragbar sind. Medizinische Menschenversuche werden in unserer Gesellschaft an Freiwilligen durchgeführt.
In der Geschichte finden sich zahlreiche Beispiele von Versuchen gegen den Willen von Menschen oder ohne deren Wissen bzw. nach bewusst unzureichender Information.
Ein Spezialfall ist der medizinische Selbstversuch, bei dem z. B. ein Mediziner die Wirkung und etwaige Gefährlichkeit einer neuen Substanz an sich selbst erprobt. In der vorindustriellen Zeit war dies eine wichtige Methode der Ärzte und Forscher, die Medizin weiterzuentwickeln.

## Heutige medizinische Forschung
Bei Neuzulassungen von Arzneimitteln sind Menschenversuche zulässig und vorgeschrieben, bevor ein Medikament in größerem Maßstab auf dem allgemeinen pharmazeutischen Markt gehandelt werden darf.
Da bei einem Menschenversuch die Versuchsperson, ein Mensch, als Objekt betrachtet wird, handelt es sich nicht um einen wertfrei zu verwendenden wissenschaftlichen Begriff, sondern seine Verwendung muss im gesellschaftlichen, speziell strafrechtlichen, ethischen und historischen Kontext betrachtet werden. Ethisch und rechtlich anerkannt wird im Allgemeinen ein Menschenversuch, wenn die einsichtsfähige Versuchsperson dem Experiment freiwillig zustimmt und umfassend über mögliche Folgen aufgeklärt wurde. Jedoch ist dies nur eine erste, keineswegs hinreichende Voraussetzung (siehe Sittenwidrigkeit).
Menschenversuche werden allgemein als für den medizinischen Fortschritt notwendig erachtet. So werden beispielsweise im Fachgebiet Infektiologie experimentelle Infektionen von Freiwilligen mit Influenza-Viren und Plasmodien zur Entwicklung von Medikamenten und Impfstoffen gegen Virus-Grippe und Malaria durchgeführt.

## Ethische und strafrechtliche Problematik
Ein moralisches Problem ist die Tatsache, dass fast ausschließlich Personen mit niedrigem Einkommen bereit sind, ihre Gesundheit in klinischen Studien der Phase I zu gefährden, da nur für sie die Aufwandsentschädigung eine ausreichende Motivation darstellt. Würde man die klinischen Phase-I-Studien tatsächlich ohne großen finanziellen Anreiz, also ideell, betreiben, würde sich eine Mangelsituation ähnlich der bei der Blutspende oder der Organspende einstellen und die Neuentwicklung beträchtlich verlangsamen.
In einer Grauzone befinden sich aktuell dem Menschenversuch verwandte Fälle, in denen Vertrauenspersonen, oft Ärzte, Menschen in Extremsituationen, insbesondere Soldaten oder Leistungssportlern (siehe Doping), Wirkstoffe verabreichen, ohne über deren Wirkung genau aufzuklären bzw. deren Gefährlichkeit oder Nebenwirkungen gar nicht hinreichend gesichert sind. Geschieht dies systematisch, kann die Grenze zum (uninformierten) Menschenversuch überschritten sein. Die oft in solchen Fällen eingeholte „Zustimmung“ ist in der Regel von unvollständiger Information des Betroffenen und besonderen Abhängigkeiten, von der Selbsttäuschung bis zum Zwang, gekennzeichnet. Schwierig ist ebenfalls die Abgrenzung zum Heilversuch. Neben der Studienplanung und Probandenrekrutierung unterliegt auch die Studienpublikation impliziten und expliziten medizinethischen Normen.
Unter Umständen ist bei einem Menschenversuch der Tatbestand der Körperverletzung erfüllt (siehe auch § 223 und Folgende im deutschen StGB).
Die ungefragte und unkontrollierbare Einführung neuer Technologien (z. B. Mobilfunk) oder genetisch modifizierter Nahrungsmittel wird von deren Kritikern als Menschenversuch bezeichnet.
Wenige Quellen gibt es zu Menschenversuchen, die im Rahmen von Rüstungsforschung stattfinden und etwa Tests zur Giftigkeit von Chemie- oder zur Infektiosität von biologischen Waffen enthalten, sowie die Auswirkung von Radioaktivität, Ultraschall oder starken elektromagnetischen Feldern auf den menschlichen Körper untersuchen. Auch aktuelle tatsächliche Kriegsführung hat Elemente von Menschenversuchen, wenn die Wirkung, Nebenwirkung und Effektivität neuartiger Waffensysteme auf eigene und gegnerische Kombattanten und Zivilisten nicht ausreichend bekannt ist oder sogar bewusst erprobt wird (z. B. Uranmunition).
Seit den Nürnberger Prozessen werden internationale Richtlinien für die Durchführung und Zulässigkeit von Menschenversuchen erarbeitet. Sowohl die sich wandelnden Erkenntnisse und Möglichkeiten der Medizin als auch die öffentlichen Debatten über deren Legitimität führen seitdem zu regelmäßig revidierten Fassungen ethischer Standards. Insbesondere die aktuelle Bioethik-Debatte über humangenetische Experimente hat mittlerweile die gesamtkulturelle Relevanz des Themas verdeutlicht.

## Schutz vor unrechtmäßigen Menschenversuchen
Menschenversuche wurden und werden besonders häufig an Menschen ausgeführt, die sich kaum dagegen wehren können und/oder sich in einer besonderen Zwangs- bzw. Notlage befinden. Dies sind z. B. Strafgefangene, schwer Kranke, psychisch Kranke, Menschen mit Behinderung oder andere Personen, die einer zwangsmäßigen Verwaltung ausgesetzt sind.
Der Schutz vor Menschenexperimenten betrifft dabei elementare Menschenrechte wie das Recht auf körperliche Unversehrtheit. Die Organisation Alliance for Human Research Protection setzt sich für die Menschenrechte von Menschenversuchen ausgesetzten Menschen ein.

## Geschichte der Menschenversuche
Medizinische Menschenversuche sind seit der Antike überliefert, waren nach dem Mittelalter ein Begleiter des neuzeitlichen Wandels in der Medizin und wurden im 19. Jahrhundert erstmals Gegenstand öffentlicher Kritik. Eine besondere Rolle spielten sie in den Euthanasie- und Rassenhygiene-Programmen während der Zeit des Nationalsozialismus. Hier kam es zu einer hohen Anzahl staatlich organisierter und ausführlich dokumentierter Versuchsreihen an Menschen, deren Leben als „unwert“ betrachtet wurde.

### Vorgeschichte
Archäologische Funde aus prähistorischer Zeit belegen zwar medizinische Eingriffe am menschlichen Körper, wie etwa Trepanationen, es wird jedoch angenommen, dass das Vorgehen eher mythisch-religiös – und damit vorwissenschaftlich – intendiert war. Zudem ist es oft schwer, medizinische Eingriffe deutlich von rituellen Opfergaben abzugrenzen.

### Antike
Will man unter medizinischen Menschenversuchen grundsätzlich nur wissenschaftlich geführte Experimente einordnen, so markiert nach heutiger Auffassung die Antike um 500 v. Chr. den historischen Ausgangspunkt. Medizinisches Leitbild der Antike war die Humoralpathologie des Hippokrates. Diese „Vier-Säfte-Lehre“ fand ihre Entsprechung in der Vier-Elemente-Lehre und manifestierte sich für viele Jahrhunderte im kulturellen Überbau sowohl der Griechen als auch der Römer. Demnach entsprachen sich auch alle Lebewesen in der Natur einander. So kam es, dass die Untersuchungsergebnisse von Krankheitsverläufen bei Tieren analog auf den Menschen übertragen wurden. Lange Zeit sah man daher keine Notwendigkeit für Experimente am Menschen und beschränkte sich auf Tierversuche und Nekropsien. Die ethischen Leitlinien des Hippokratischen Eides führten wohl auch eher zu Zurückhaltung in Sachen Menschenversuche.
Erst mit Aristoteles ist die Auffassung überliefert, dass auch Untersuchungen am lebenden Menschen zum Verständnis von Krankheiten nötig seien, da sich der tote Leib so sehr ändere, dass die Ergebnisse nicht auf Lebendige übertragbar seien. Die ersten systematischen Vivisektionen begannen wahrscheinlich im hellenistischen Alexandria zum Ende des 4. Jahrhunderts v. Chr.
Vier Jahrhunderte später klagten römische Historiker die zwei alexandrinischen Wissenschaftler Herophilus und Eristratus an, sie hätten bis zu 600 Menschen bei lebendigem Leibe seziert. Vermutlich dienten diese Versuche dem besseren Verständnis der menschlichen Anatomie.
Auch schien ein Staatsoberhaupt in Pergamon 137 v. Chr. Verbrecher zum Studium der Wirkung von Giftpflanzen verwendet zu haben.
Ebenso gibt es Berichte über Experimente römischer Ärzte: So ist ein römisches Schriftstück aus dem zweiten Jahrhundert n. Chr. erhalten, in dem ein Arzt versprach, einen von zwei hoffnungslos kranken Zwillingen zu retten, wenn er den anderen dazu vivisezieren dürfe.

### Mittelalter und Renaissance
Mit dem Untergang des Römischen Reiches im 5. Jahrhundert und der wachsenden Vorherrschaft des Christentums kam es in Europa für viele Jahrhunderte zum Stillstand in den Naturwissenschaften. Während einzelne christliche Theologen die antike Medizin als heidnisch ablehnten, pflegten andere, darunter Cassiodor, Bischof Isidor von Sevilla und der Autor der Verteidigung im Lorscher Arzneibuch (um 795) medizinisches Wissen als Pflicht der Nächstenliebe. Ärzte waren mit wenigen Ausnahmen Mönche oder Priester, die eher studierende als praktizierende Mediziner waren, da sie bei Ausübung ihrer Kunst mit einer Exkommunikation rechnen mussten. Die antike Humoralpathologie, die Mensch und Kosmos untrennbar miteinander verband, blieb Bestandteil des christlichen Welt- und Menschenbildes. Die Zurückhaltung gegenüber Sektionen war bis ins 13. Jahrhundert stark ausgeprägt.
Nachdem man der Pestepidemie im 14. Jahrhundert hilflos gegenüberstand, begann man in der Renaissance mit einer Rückbesinnung auf eine weltliche medizinische Forschung. An die Ärzte wurden neue ethische Forderungen gestellt, wie beispielsweise in der Constitutio Criminalis Karls V. aus dem Jahre 1532 formuliert. Sie unterstrichen die Verantwortung des Arztes für fahrlässige und vorsätzliche Tötung von Patienten. Die Vivisektion blieb hingegen auch weiterhin verboten.
Versuche an zum Tode verurteilten Gefangenen waren erlaubt und mancherorts üblich. Untersucht wurde dabei zumeist die Wirkung von Pflanzengiften und das Erproben möglicher Gegengifte. So ist etwa ein Experiment aus dem 16. Jahrhundert überliefert, bei dem die hohe Toxizität des Blauen Eisenhutes nachgewiesen wurde.

### Neuzeit bis zur preußischen Anweisung 1900
In der Mitte des 18. Jahrhunderts wurden medizinische Menschenversuche in Preußen „das dominante empirische Beweismittel …, das die Erkenntnisweise der modernen Medizin bis in die Gegenwart prägt.“ Mit staatlicher Zustimmung und Unterstützung wurde der „Zugriff auf sozial deklassierte Gruppen“ gebilligt und „erfolgte nun auch auf lebende Personen in einem zuvor nicht gekannten Ausmaß.“ Befördert durch den wissenschaftlichen Rassismus hatte es zuvor eine Expansion in der „Arbeit“ an Leichen sozial Deklassierter, die als Erkenntnisobjekte dienten, gegeben. Im Zentrum stand hier das Theatrum Anatomicum der Königlich-Preußischen Akademie der Wissenschaften zu Berlin, eine Präparatensammlung, die als Spektakel für die Eliten diente.
Wie bei der Präparation dienten nun „Menschen aus der Armutsbevölkerung – Insassen von Gefängnissen, Irrenanstalten, Gebär-, Siechen-, Waisen- und Armenhäusern – sowie aus Kolonialgebieten … als Objekte medizinischer Erkenntnisgewinnung, ohne deren Verdinglichung die Entwicklung der modernen Medizin des 19. und 20. Jahrhunderts undenkbar gewesen wäre.“
Mit dem Durchbruch der modernen wissenschaftlichen Methode Anfang des 19. Jahrhunderts gewann das Experiment am Menschen eine neue Bedeutung: Nun war mit ihm die systematische medizinische Forschung viel schneller zu erzielen, da mit ihm Arzneien und Therapien wissenschaftlich auf Wirksamkeit getestet werden konnten. In dem ungebrochenen Fortschrittsdenken des 19. Jahrhunderts stellte sich für die forschende bürgerliche Elite kaum die moralische Frage nach der Zulässigkeit von Menschenversuchen an Mittel- oder anderweitig Rechtlosen. Claude Bernard, der als Begründer der experimentellen Physiologie gilt, stellte 1865 hierzu eine einfache Regel auf: „Von den Versuchen, die man am Menschen ausführen kann, sind jene, die nur schaden können, verboten, jene, die harmlos sind, erlaubt, jene, die nützen können, geboten.“
Angeregt durch die Arbeiten Louis Pasteurs und Robert Kochs brach in der zweiten Hälfte des 19. Jahrhunderts die Blütezeit der Bakteriologie an. Sukzessiv wurden die Erreger vieler Infektionskrankheiten entdeckt. Vor allem mit den Erregern der Syphilis und der Gonorrhö (des „Trippers“) wurden Menschen versuchsweise infiziert, um herauszufinden, ob die Bakterien die ursprünglichen Krankheitsbilder wieder hervorrufen könnten.
Die meist an mittellosen Patienten durchgeführten Experimente wurden in Deutschland seit ca. 1890 zunehmend öffentlich diskutiert. Der spätere Friedensnobelpreisträger Ludwig Quidde äußerte in einer liberalen Tageszeitung öffentlich Kritik an Menschenexperimenten. Ein von ihm aufgedeckter Skandal über den Dermatologen Albert Neisser bewog das preußische Kultusministerium, am 29. Dezember 1900 erstmals Richtlinien über wissenschaftliche Experimente zu erlassen, die in vielen Bundesstaaten Deutschlands übernommen wurden.

## 20. und 21. Jahrhundert

### Deutschland

#### Kaiserzeit
Der preußische Erlass – wenn auch einzigartig für seine Zeit – konnte weitere Skandale nicht wirkungsvoll verhindern. Beispielsweise hatte Paul Ehrlich 1910 das Arsphenamin zur Therapie der Syphilis vor der Freigabe an mehreren 100 Patienten ausprobieren lassen, ohne zuvor deren Einwilligung dazu einzuholen. 1912 hatte der Berliner Tuberkuloseforscher Friedrich Franz Friedmann 53 Kinder einer Berliner Waisenanstalt impfen lassen, ohne vorher die Einwilligung der Angehörigen noch die Zustimmung der vorgesetzten Behörden eingeholt zu haben.

#### Weimarer Republik
Gegen Ende der Weimarer Republik wies der Reichstagsabgeordnete und Sozialdemokrat Julius Moses auf zahlreiche in Fachzeitschriften publizierte Menschenversuche hin. Unter der Überschrift „100 Ratten und 20 Kinder! Arbeiterkinder als Experimentierkarnickel.“ veröffentlichte er 1928 im Vorwärts eine polemische Anklage gegen die Experimente eines Klinikarztes und brachte damit einen öffentlichen Skandal ins Rollen. Der Protest gegen die entmündigenden Zustände im klinischen Forschungswesen während der Weimarer Republik und Moses’ Engagement zur Kodifizierung von Humanexperimenten führten 1930 zur Entwicklung der Richtlinien für neuartige Heilbehandlung und für die Vornahme wissenschaftlicher Versuche am Menschen. Noch vor Publikation dieser Richtlinien kam es 1930 zum Lübecker Impfunglück nach BCG-Schutzimpfung, in dessen Folge 77 Kinder an Tuberkulose starben.

#### Zeit des Nationalsozialismus und des Zweiten Weltkrieges
Unterstützt durch die nationalsozialistische Rassenideologie, die Wehrmacht, die Forschungsgemeinschaft Deutsches Ahnenerbe, die Deutsche Forschungsgemeinschaft, diverse Universitäten und die Pharmaindustrie wurden mit Genehmigung des Reichsforschungsrates vor allem von KZ-Ärzten und Medizinern in geschlossenen Heilanstalten zahlreiche Versuche an Menschen ohne deren freiwillige Zustimmung durchgeführt. So erprobte der Kinderarzt und Dozent der Wiener Universitäts-Kinderklinik Elmar Türk (vgl. hierzu Am Spiegelgrund) 1943 die Zuverlässigkeit eines Impfstoffes gegen Tuberkulose. Hierzu infizierte er zuvor Kinder mit Tuberkelbazillen, bevor er eine Kontrollgruppe impfte und eine andere nicht. Näheres dazu findet sich in den Artikeln zum Nürnberger Ärzteprozess und zu den Menschenversuchen in nationalsozialistischen Konzentrationslagern.

#### DDR
In der DDR wurden Menschenversuche in Form von Medikamentenstudien im Auftrag westlicher Pharmakonzerne durchgeführt. Nach den Informationen, die Der Spiegel im Mai 2013 veröffentlichte, wurden an 50 DDR-Kliniken über 600 Medikamentenstudien mit etwa 50.000 Patienten durchgeführt, darunter an der Lungenklinik Lostau bei Magdeburg mit dem Blutdrucksenker Spirapril im Auftrag von Sandoz und an der Universitätsklinik Charité mit Erythropoetin bei 30 Frühgeborenen im Auftrag von Boehringer Mannheim.
2016 wurde dazu ein Untersuchungsbericht von Berliner Medizinhistorikern veröffentlicht. Dieser stellt fest, dass die Medikamentenversuche in der DDR Teil groß angelegter internationaler Studien waren und die in der DDR angewandten Methoden und Verfahren den damaligen Standards, die in der Bundesrepublik galten, entsprachen. Die Patienten waren über die Tests informiert und es hat seitens der Kranken sogar ein großes Interesse an einer Teilnahme an diesen Studien bestanden, weil viele auf neue und wirksame Medikamente hofften. Der Bericht stellt fest, dass im Rahmen der historischen Aufarbeitung „keine systematischen Rechtsverstöße und keine Verletzungen ethischer Standards festgestellt wurden“.
Ein groß angelegter Menschenversuch war das staatliche Zwangsdoping im DDR-Leistungssport. Auch minderjährige Sportler wurden ohne ihr Wissen gedopt. Die Athleten erhielten nicht nur Dopingpräparate, sondern mussten auch ohne ihr Wissen Medikamente einnehmen, die nicht für den menschlichen Gebrauch freigegeben waren. Etwa 12.000 Sportler waren vom Zwangsdoping betroffen, bei etwa 2000 davon werden körperliche oder psychische Spätfolgen erwartet, mehrere Sportler sind in Folge der Schädigungen verstorben.

#### Deutschland
Die Pharmazeutin Sylvia Wagner stieß 2016 in verschiedenen Fach-Zeitschriften und Firmen-Archiven auf Belege, dass in der Bundesrepublik Deutschland bis ca. 1975 in umfangreichem Maß Versuchsreihen mit nicht zugelassenen Medikamenten an Kindern und Jugendlichen unternommen wurden, und zwar ohne Zustimmung der Eltern, bzw. bei Kindern und Säuglingen ohne Erziehungsberechtigte, oft ihren jungen Müttern zwangsweise Entzogene, teils mit, teils ohne Zustimmung von Behörden. Verschiedene Landesjugendämter, z. B. in NRW, sowie Träger von Heimen für diesen Personenkreis haben für die Zukunft Aufklärung darüber angekündigt; einzelne Firmen, z. B. Merck haben bestätigt, dass sie noch über diesbezügliche Unterlagen im Archiv verfügen und bei der heutigen Forschung kooperieren wollen, andere Firmen nennen ihre Daten „nicht mehr auffindbar“, z. B. Behringwerke, oder sie verweigern überhaupt Auskünfte; Wagner nennt an ihr bisher bekannten Firmen noch Janssen, Pfizer, Schering und Verla-Pharm (Tutzing, Apotheker Herward Josef von Ehrlich, Hersteller etwa von Neurovegetalin und Feloflux). Die Ärzte, die solche Versuchsreihen durchführten, sind kaum noch greifbar. Bisher namentlich bekannte Ärzte sind der schon in der Zeit des Nationalsozialismus einschlägig tätige Friedrich Panse, der NS-Arzt Hans Heinze in Wunstorf, sowie Franz Redeker, „Erbgesundheitsrichter“ im Nationalsozialismus und später Präsident des Bundesgesundheitsamts. Der für seine Taten vor 1945 durchaus bekannte Panse, er hatte ständig Prozesse geführt, erhielt 1966 ausdrücklich Genehmigungen von NRW-Behörden für die Menschenversuche mit Neuroleptika an Wehrlosen im Heim „Neu-Düsselthal“.
Wagner stellte den Forschungsstand Ende 2016 so dar:

„Es war bundesweit gängige Praxis, den Minderjährigen Impfstoffe und Psychopharmaka zu verabreichen... Ich habe bisher Belege für mehr als fünfzig Versuchsreihen gefunden... Tausende Säuglinge und größere Kinder sind Opfer dieser Tests geworden.“

Bei den belegbar Betroffenen handelte es sich um Heimkinder in schwieriger Lage, insbesondere in psychischer Hinsicht, oder Kinder ohne Familie. Politiker haben nach Wagners Vorab-Publikationen erklärt, dass vermutlich ein Entschädigungsfonds für die Opfer eingerichtet werden muss. In NRW sind als Täterorte bisher bekannt das Säuglingsheim „Kastanienhof“ an der Petersstraße in Krefeld, Träger ist der „Krefelder Frauenverein für Kinder- und Altenfürsorge“; die V. Bodelschwinghschen Anstalten Bethel, die solche Menschenrechtsverstöße bereits eingeräumt haben; die Kinder- und Jugendpsychiatrie Süchteln, Träger LVR-Klinik Viersen; die Kinder- und Jugendpsychiatrie in Wunstorf unter dem SS-Mann Hans Heinze, heutiger Träger Klinikum Region Hannover, KRH; das Kinderheim Neu-Düsselthal aus dem Verbund der Graf Recke Stiftung, heute in Wittlaer gelegen, und das Franz Sales Haus in Essen. Wagner verfasste ihre Untersuchungen in ihrer Promotionsarbeit von 2019 zusammen. Im Jahr 2023 veröffentlichte Wagner ihren Roman heimgesperrt mit einer fiktionalen, an viele reale Einzelschicksale angelehnten Erzählung.
Das Bundesgesundheitsamt hat 1957 durch Redeker eine Versuchsreihe in einem Säuglingsheim in Auftrag gegeben, zum Test von nicht zugelassenen Pockenimpfstoffen mittels Rückenmarkspunktion an Babys.

### Frankreich
Frankreich setzte von 1960 bis 1966 vorsätzlich Wehrpflichtige radioaktiver Strahlung aus.
„Nach Angaben des Verteidigungsministeriums waren an den 210 Atomtests in der algerischen Sahara und in Polynesien 150.000 Zivilisten und Soldaten beteiligt.“

### Japan
Während der kaiserlich japanischen Besetzung der Mandschurei kam es durch die Einheit 731 der japanischen Armee zu Menschenversuchen.

### Schweiz
Insgesamt waren elf Schweizer Psychiatrie-Kliniken in den 1950er- bis 1970er-Jahren in Medikamententests involviert:
- Universitäre Psychiatrische Kliniken Basel
- Psychiatrische Universitätsklinik Zürich
- Waldau (Bern)
- Hôpitaux universitaires de Genève
- Centre hospitalier universitaire vaudois
- Psychiatrische Dienste Thurgau
- Luzerner Psychiatrie
- Psychiatriezentrum Münsingen
- St. Gallische Kantonale Psychiatrische Dienste – Sektor Nord
- Psychiatrisches Zentrum Appenzell Ausserrhoden
- Psychiatrische Klinik Breitenau (Schaffhausen)[21]

Betroffen waren über 4200 Patienten. Die meisten Medikamente stellte die Basler Pharmaindustrie zur Verfügung. Bis heute wissen weder Roche noch Novartis – die Nachfolgefirma von Geigy, Ciba und Sandoz – wie viele Medikamente sie in dieser Zeit testen ließen.

### Sowjetunion
Während der Zeit des Stalinismus unterstand Lawrenti Beria das Laboratorium Nr. 12 der Leitung des Toxikologen Grigori Moissejewitsch Mairanowski, in dem unter Anwendung von Menschenversuchen an Häftlingen die Entwicklung von Giften vorangetrieben wurde.

### Vereinigtes Königreich von Großbritannien und Nordirland
Bereits seit den 1920er Jahren, vor allem aber in den 1950er und 1960er Jahren, wurden in der südenglischen Forschungseinrichtung Porton Down in über 20.000 Fällen Menschenversuche mit verschiedenen Chemischen Kampfstoffen durchgeführt, darunter Senfgas, Nervenkampfstoffe und LSD. Viele von ihnen glaubten, an der Entwicklung eines neuen Medikaments gegen Schnupfen mitzuwirken. Im Mai 1953 starb der 20-jährige RAF-Angehörige Ronald Maddison, nachdem ihm Sarin auf den Unterarm getropft worden war. Trotzdem wurden die Versuche mit Nervenkampfstoffen noch mindestens bis 1958 fortgesetzt. An den Spätfolgen der Versuche in Porton Down sollen bis heute etwa 25 Menschen gestorben sein.
1967 wurden von Wissenschaftlern aus Porton Down in einem Londoner Krankenhaus Patienten, die Leukämie oder Krebs im Endstadium hatten, mit deren Einverständnis mit Kyasanur-Wald-Fieber und dem Langat-Virus infiziert (welches mit dem FSME-Virus verwandt ist). Zwei davon starben an Enzephalitis. Offiziell sollten die Viren als Heilmittel für die Patienten erprobt werden, doch wurde das Kyasanur-Wald-Fieber zur damaligen Zeit in Fort Detrick, dem US-amerikanischen Gegenstück zu Porton Down, als mögliche Biowaffe angesehen.

### Vereinigte Staaten von Amerika
Die CIA führte in ihrem Projekt MKULTRA seit den 1950er-Jahren systematisch Menschenversuche – u. a. mit LSD – durch. Zahlreiche Versuchspersonen trugen bei den Experimenten schwerste körperliche und psychische Schäden davon, teilweise bis hin zum Tod. Die USA führten zwischen 1954 und 1973 in der Operation Whitecoat Versuche an Freiwilligen durch.
Der US-Army wird vorgeworfen, bei Kernwaffentests gezielt Soldaten und sogar Teile der Zivilbevölkerung in Wüstenstaaten wie Nevada und Utah verstrahlt zu haben.
Die USA führten geheime Menschenversuche an Guatemalteken (sogenannte Syphilis-Menschenversuche in Guatemala) und amerikanischen Schwarzen in Alabama (sogenannte Tuskegee-Syphilis-Studie) durch.
2013 wurde bekannt, dass in den USA Militär und Geheimdienste eigene Soldaten seit Ende des Ersten Weltkriegs systematisch Giften, Gasen, Drogen und Psycho-Kampfstoffen ausgesetzt haben, darunter LSD, Sarin, Senfgas, BZ, VX, Barbiturate, Amphetamine und Chlorpromazin. Nachsorgeuntersuchungen gab es keine; nur 320 Veteranen wurden Ende der siebziger Jahre für eine Studie über LSD-Experimente untersucht, jeder Fünfte berichtete von Problemen wie Depressionen und Angstzustände. Einige Opfer haben die USA verklagt; sie werden von dem bekannten Anwalt Gordon Erspamer vertreten.
Bei den Versuchen mit Senfgas und Lewisit in den 1940er Jahren wurden auch gezielt Versuche durchgeführt, um festzustellen, welche Auswirkungen diese Hautkampfstoffe auf Menschen unterschiedlicher Rassen haben. Dafür wurden jeweils Versuchsgruppen aus Afroamerikanern, Japanischen Amerikanern und Puerto-Ricanern gebildet; weiße Amerikaner dienten als Kontrollgruppe.
Erst 1975 – nach fast sechs Jahrzehnten – stoppte der Kongress die Menschenversuche. Rund 100.000 Soldaten waren Objekt der Versuche.

## Deklaration von Helsinki
Die aktuell akzeptierten Empfehlungen für Ärzte, die in der biomedizinischen Forschung am Menschen tätig sind, entsprechen der 1964 verkündeten Deklaration von Helsinki.